# 南巨摩郡

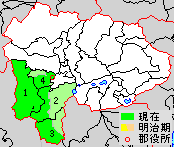
山梨県南巨摩郡の範囲（1.早川町 2.身延町 3.南部町 4.富士川町 薄緑:後に他郡から編入した区域）

南巨摩郡（みなみこまぐん）は、山梨県の郡。
人口29,835人、面積984.81km²、人口密度30.3人/km²。（2025年2月1日、推計人口）
以下の4町を含む。
- 早川町（はやかわちょう）
- 身延町（みのぶちょう）
- 南部町（なんぶちょう）
- 富士川町（ふじかわちょう）

## 郡域
1878年（明治11年）に発足した当時の郡域は、上記4町から富士川以東および富士川町平林を除いた区域にあたる。
山梨県内では公的機関の所在・管轄する地域を示す名称の一部として峡南（きょうなん）とも呼ばれる場合がある。

## 歴史

### 郡発足までの沿革
- 「旧高旧領取調帳」に記載されている、巨摩郡のうち後の当郡域の、明治初年時点での支配は以下の通り。●は村内に寺社領が、○は寺社除地[1]が存在。（77村）

| 知行   | 知行       | 村数 | 村名 |
| ------ | ---------- | ---- | --- |
| 幕府領 | 市川代官所 | 70村 | 大椚村、●最勝寺村、●青柳村、●鰍沢村、○長沢村、長知沢村、箱原村、鳥屋村、柳川村、十谷村、大塩村、平須村、久成村、西島村、手打沢村、寺沢村、夜子沢村、矢細工村、古長谷村、福原村、梨子村、江尻窪村、中山村、遅沢村、飯富村、伊沼村、●八日市場村、切石村、草塩村、京ヶ島村、塩之上村、薬袋村、千須和村、笹走村、槫坪村、初鹿島村、小縄村、高住村、赤沢村、大島村、雨畑村、保村、西之宮村、黒桂村、早川村、大原野村、新倉村、湯島村、粟倉村、●○下山村、波木井村、●大野村、小田船原村、門野村、大城村、相又村、清子村、光子沢村、横根中村、中野村、●本郷村、成島村、●南部村、塩沢村、大和村、楮根村、福士村、万沢村、大久保村、奈良田村 |
| 幕府領 | 田安徳川家 | 5村  | ●小林村、●○舂米村、●天神中条村、●小室村、●高下村 |
| その他 | 寺社領     | 2村  | 身延村、梅平村 |

- 慶応4年
  - 5月24日（1868年7月13日） - 田安徳川家が立藩して田安藩となる。
  - 9月4日（1868年10月19日） - 市川代官所の管轄地が市川県の管轄となる。
  - 10月28日（1868年12月11日） - 田安藩領を除く全域が甲斐府の管轄となる。
- 明治2年
  - 7月20日（1869年8月27日） - 甲斐府が甲府県に改称。
  - 12月26日（1870年1月27日） - 田安藩が廃藩。
- 明治3年
  - 5月 - 旧・田安藩領が正式に甲府県の管轄となる。
  - 11月20日（1871年1月10日） - 甲府県が山梨県に改称。
- 明治7年（1874年）から明治9年（1876年）にかけて下記の町村の統合が行われる。カッコ内は統合時期。（25村）
  - 増穂村 ← 長沢村、大椚村、青柳村、最勝寺村、小林村、大久保村、天神中条村、舂米村、小室村、高下村（明治7年10月）
  - 五開村 ← 十谷村、鳥屋村、長知沢村、柳川村、箱原村（明治8年1月）
  - 大須成村 ← 大塩村、久成村、平須村（明治8年4月）
  - 曙村 ← 遅沢村、江尻窪村、梨子村、中山村、福原村、古長谷村、矢細工村（明治9年8月）
  - 五箇村 ← 笹走村、榑坪村、千須和村、薬袋村、塩之上村（明治7年12月）
  - 都川村 ← 京ヶ島村、草塩村、保村、西之宮村、黒桂村（明治7年12月）
  - 三里村  ← 早川村、大原野村、新倉村（明治7年12月）
  - 本建村 ← 初鹿島村、小縄村、高住村、赤沢村（明治7年12月）
  - 硯島村 ← 大島村、雨畑村（明治7年12月）
  - 身延村 ← 身延村、波木井村、梅平村、大野村（明治8年1月）
  - 豊岡村 ← 小田船原村、門野村、大城村、相又村、清子村、光子沢村、横根中村（明治8年11月）
  - 睦合村 ← 中野村、本郷村、南部村、成島村、塩沢村、大和村（明治7年1月）
  - 富河村 ← 楮根村、福士村、万沢村（明治7年）
  - 福居村 ← 下山村、粟倉村（明治8年）

### 郡発足後の沿革
- 明治11年（1878年）12月19日 - 郡区町村編制法の山梨県での施行により、巨摩郡のうち25村の区域をもって南巨摩郡が発足。郡役所を鰍沢村に設置。

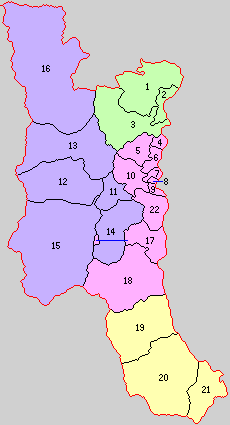
1.増穂村 2.鰍沢村 3.五開村 4.西島村 5.大須成村 6.切石村 7.八日市場村 8.伊沼村 9.飯富村 10.曙村 11.五箇村 12.都川村 13.三里村 14.本建村 15.硯島村 16.奈良田村 17.身延村 18.豊岡村 19.睦合村 20.富河村 21.万沢村 22.福居村（紫：早川町 桃：身延町 黄：南部町 緑：富士川町）

- 明治22年（1889年）7月1日 - 町村制の施行により、以下の町村が発足。［ ］は改めて再編された町村。（22村）
  - 増穂村、鰍沢村、五開村（現・富士川町）
  - 西島村、大須成村、切石村［手打沢村・寺沢村・切石村・夜子沢村］、八日市場村、伊沼村、飯富村、曙村（現・身延町）
  - 五箇村、都川村、三里村、本建村、硯島村、奈良田村［湯島村・奈良田村］（現・早川町）
  - 身延村、豊岡村（現・身延町）
  - 睦合村、富河村［富河村のうち楮根・福士］、万沢村［富河村のうち万沢］（現・南部町）
  - 福居村（現・身延町）
- 明治23年（1890年）4月1日 - 奈良田村が改称して西山村となる。
- 明治24年（1891年）8月1日 - 郡制を施行。
- 明治25年（1892年）
  - 4月1日 - 増穂村の一部（小室・高下）が分立して穂積村が発足。（23村）
  - 9月1日 - 切石村が静川村に改称。
- 明治29年（1896年）
  - 3月7日 - 福居村が改称して下山村となる。
  - 8月1日 - 鰍沢村が町制施行して鰍沢町となる。（1町22村）
- 大正12年（1923年）3月31日 - 郡会が廃止。郡役所は存続。
- 大正15年（1926年）6月30日 - 郡役所が廃止。以降は地域区分名称となる。
- 昭和6年（1931年）1月1日 - 身延村が町制施行して身延町となる。（2町21村）
- 昭和8年（1933年）7月1日 - 八日市場村・伊沼村・飯富村が合併して原村が発足。（2町19村）
- 昭和26年（1951年）4月3日 - 増穂村が町制施行して増穂町となる。（3町18村）
- 昭和29年（1954年）
  - 6月1日 - 増穂町が中巨摩郡平林村を編入。
  - 8月17日 - 西島村・大須成村・静川村・曙村が合併して中富町が発足。（4町14村）
- 昭和30年（1955年）
  - 2月11日（5町10村）
    - 身延町・下山村・豊岡村が西八代郡大河内村と合併し、改めて身延町が発足。
    - 富河村・万沢村が合併して富沢町が発足。

  - 3月1日 - 穂積村が増穂町に編入。（5町9村）
  - 4月1日（6町7村）
    - 鰍沢町・五開村が合併し、改めて鰍沢町が発足。
    - 睦合村が西八代郡栄村と合併して南部町が発足。

  - 8月1日 - 原村が中富町に編入。（6町6村）
- 昭和31年（1956年）9月30日（7町）
  - 鰍沢町が西八代郡大同村の一部（羽鹿島および黒沢の一部）を編入。
  - 五箇村・都川村・三里村・硯島村・本建村・西山村が合併して早川町が発足。
- 昭和33年（1958年）4月1日 - 中富町が西八代郡共和村の一部（宮木・下田原）を編入。
- 平成15年（2003年）3月1日 - 南部町・富沢町が合併し、改めて南部町が発足。（6町）
- 平成16年（2004年）9月13日 - 身延町・中富町が西八代郡下部町と合併し、改めて身延町が発足。（5町）
- 平成22年（2010年）3月8日 - 鰍沢町・増穂町が合併して富士川町が発足。（4町）

### 変遷表
| 明治22年4月1日            | 明治22年 - 大正15年        | 昭和1年 - 昭和29年                   | 昭和30年 - 昭和64年                   | 昭和30年 - 昭和64年             | 平成1年 - 現在          | 現在     |
| ------------------------- | -------------------------- | ------------------------------------ | ------------------------------------- | ------------------------------- | ----------------------- | -------- |
| 鰍沢村                    | 明治29年8月1日 町制        | 鰍沢町                               | 昭和30年4月1日 鰍沢町                 | 鰍沢町                          | 平成22年3月8日 富士川町 | 富士川町 |
| 五開村                    | 五開村                     | 五開村                               | 昭和30年4月1日 鰍沢町                 | 鰍沢町                          | 平成22年3月8日 富士川町 | 富士川町 |
| 西八代郡 羽鹿島村         | 西八代郡 羽鹿島村          | 昭和17年7月1日 西八代郡大同村の一部  | 昭和31年9月30日 鰍沢町に編入          | 鰍沢町                          | 平成22年3月8日 富士川町 | 富士川町 |
| 中巨摩郡 平林村           | 中巨摩郡 平林村            | 昭和29年6月1日 増穂町に編入          | 増穂町                                | 増穂町                          | 平成22年3月8日 富士川町 | 富士川町 |
| 増穂村                    | 増穂村                     | 昭和26年4月3日 町制                  | 増穂町                                | 増穂町                          | 平成22年3月8日 富士川町 | 富士川町 |
| 増穂村                    | 明治25年4月1日 分立 穂積村 | 穂積村                               | 昭和30年3月1日 増穂町に編入           | 増穂町                          | 平成22年3月8日 富士川町 | 富士川町 |
| 西島村                    | 西島村                     | 昭和29年8月17日 中富町               | 中富町                                | 中富町                          | 平成16年9月13日 身延町  | 身延町   |
| 大須成村                  | 大須成村                   | 昭和29年8月17日 中富町               | 中富町                                | 中富町                          | 平成16年9月13日 身延町  | 身延町   |
| 切石村                    | 明治25年9月1日 改称 静川村 | 昭和29年8月17日 中富町               | 中富町                                | 中富町                          | 平成16年9月13日 身延町  | 身延町   |
| 曙村                      | 曙村                       | 昭和29年8月17日 中富町               | 中富町                                | 中富町                          | 平成16年9月13日 身延町  | 身延町   |
| 八日市場村                | 八日市場村                 | 昭和8年7月1日 原村                   | 昭和30年8月1日 中富町に編入           | 中富町                          | 平成16年9月13日 身延町  | 身延町   |
| 伊沼村                    | 伊沼村                     | 昭和8年7月1日 原村                   | 昭和30年8月1日 中富町に編入           | 中富町                          | 平成16年9月13日 身延町  | 身延町   |
| 飯富村                    | 飯富村                     | 昭和8年7月1日 原村                   | 昭和30年8月1日 中富町に編入           | 中富町                          | 平成16年9月13日 身延町  | 身延町   |
| 身延村                    | 身延村                     | 昭和6年1月1日 町制                   | 昭和30年2月11日 身延町                | 昭和30年2月11日 身延町          | 平成16年9月13日 身延町  | 身延町   |
| 福居村                    | 明治25年9月1日 改称 下山村 | 下山村                               | 昭和30年2月11日 身延町                | 昭和30年2月11日 身延町          | 平成16年9月13日 身延町  | 身延町   |
| 豊岡村                    | 豊岡村                     | 豊岡村                               | 昭和30年2月11日 身延町                | 昭和30年2月11日 身延町          | 平成16年9月13日 身延町  | 身延町   |
| 西八代郡 大河内村         | 西八代郡 大河内村          | 西八代郡 大河内村                    | 昭和30年2月11日 身延町                | 昭和30年2月11日 身延町          | 平成16年9月13日 身延町  | 身延町   |
| 西八代郡 富里村           | 西八代郡 富里村            | 昭和29年4月1日 町制改称 下部町       | 西八代郡 下部町                       | 昭和31年9月30日 西八代郡 下部町 | 平成16年9月13日 身延町  | 身延町   |
| 西八代郡 共和村           | 西八代郡 共和村            | 西八代郡 共和村                      | 西八代郡 共和村                       | 昭和31年9月30日 西八代郡 下部町 | 平成16年9月13日 身延町  | 身延町   |
| 西八代郡 古関村           | 西八代郡 古関村            | 西八代郡 古関村                      | 西八代郡 古関村                       | 昭和31年9月30日 西八代郡 下部町 | 平成16年9月13日 身延町  | 身延町   |
| 西八代郡 下九一色村の一部 | 西八代郡 下九一色村の一部  | 昭和29年11月3日 西八代郡古関村に編入 | 西八代郡 古関村                       | 昭和31年9月30日 西八代郡 下部町 | 平成16年9月13日 身延町  | 身延町   |
| 西八代郡 久那土村         | 西八代郡 久那土村          | 西八代郡 久那土村                    | 西八代郡 久那土村                     | 昭和31年9月30日 西八代郡 下部町 | 平成16年9月13日 身延町  | 身延町   |
| 西八代郡 山保村の一部     | 西八代郡 山保村の一部      | 西八代郡 山保村の一部                | 昭和30年4月1日 西八代郡久那土村に編入 | 昭和31年9月30日 西八代郡 下部町 | 平成16年9月13日 身延町  | 身延町   |
| 富河村                    | 富河村                     | 富河村                               | 昭和30年2月11日 富沢町                | 昭和30年2月11日 富沢町          | 平成15年3月1日 南部町   | 南部町   |
| 万沢村                    | 万沢村                     | 万沢村                               | 昭和30年2月11日 富沢町                | 昭和30年2月11日 富沢町          | 平成15年3月1日 南部町   | 南部町   |
| 睦合村                    | 睦合村                     | 睦合村                               | 昭和30年4月1日 南部町                 | 昭和30年4月1日 南部町           | 平成15年3月1日 南部町   | 南部町   |
| 西八代郡 栄村             | 西八代郡 栄村              | 西八代郡 栄村                        | 昭和30年4月1日 南部町                 | 昭和30年4月1日 南部町           | 平成15年3月1日 南部町   | 南部町   |
| 五箇村                    | 五箇村                     | 五箇村                               | 昭和31年9月30日 早川町                | 昭和31年9月30日 早川町          | 早川町                  | 早川町   |
| 都川村                    | 都川村                     | 都川村                               | 昭和31年9月30日 早川町                | 昭和31年9月30日 早川町          | 早川町                  | 早川町   |
| 三里村                    | 三里村                     | 三里村                               | 昭和31年9月30日 早川町                | 昭和31年9月30日 早川町          | 早川町                  | 早川町   |
| 硯島村                    | 硯島村                     | 硯島村                               | 昭和31年9月30日 早川町                | 昭和31年9月30日 早川町          | 早川町                  | 早川町   |
| 本建村                    | 本建村                     | 本建村                               | 昭和31年9月30日 早川町                | 昭和31年9月30日 早川町          | 早川町                  | 早川町   |
| 奈良田村                  | 明治23年4月1日 改称 西山村 | 西山村                               | 昭和31年9月30日 早川町                | 昭和31年9月30日 早川町          | 早川町                  | 早川町   |

## 市町村合併
中富町・身延町と西八代郡下部町は2004年9月13日をもって合併して「身延町」となった。これにより、旧下部町域は西八代郡から南巨摩郡となった。
北部の増穂町・鰍沢町については、2004年に増穂町が実施した住民投票で鰍沢町との合併への賛成票が反対票を下回る結果となったことから、一時は破談となったが、2007年の増穂町長選挙で合併推進派の町長が誕生したことによって再度協議が行われ、2010年3月8日をもって合併して「富士川町」になることが決定した。

## 行政
歴代郡長
| 代 | 氏名       | 就任年月日                 | 退任年月日                | 備考                   |
| -- | ---------- | -------------------------- | ------------------------- | ---------------------- |
| 1  |            | 明治11年（1878年）12月19日 |                           |                        |
|    | 宮沢壮兵衛 |                            | 明治45年（1912年）5月24日 |                        |
|    | 飯田知房   | 明治45年（1912年）5月24日  |                           |                        |
|    |            |                            | 大正15年（1926年）6月30日 | 郡役所廃止により、廃官 |